# Posłowie na Sejm Rzeczypospolitej Polskiej I kadencji (1922–1927)
Posłowie na Sejm Rzeczypospolitej Polskiej I kadencji zostali wybrani podczas wyborów parlamentarnych, które odbyły się w dniu 5 listopada 1922.
Pierwsze posiedzenie odbyło się 28 listopada 1922, a ostatnie, 340. – 3 listopada 1927. Kadencja Sejmu trwała od 28 listopada 1922 do 28 listopada 1927.
Marszałek senior 27 listopada 1922
- Kazimierz Brownsford (ZLN)

Marszałek Sejmu od 1 grudnia 1919
- Maciej Rataj (PSL „Piast”)

Wicemarszałkowie Sejmu
- Ludwik Gdyk (PSChD)
- Juliusz Poniatowski (PSL „Wyzwolenie”)
- Jędrzej Moraczewski (PPS) do 25 listopada 1925, od 26 listopada 1925 Ignacy Daszyński (PPS)
- Stanisław Osiecki (PSL "Piast") do 25 listopada 1925, od 26 listopada 1925 Jan Dębski (PSL "Piast")
- Zygmunt Seyda (ZLN) – zmarł 25 stycznia 1925[1], po 27 lutego 1925 Leon Pluciński (ZLN), po 16 listopada 1926 Aleksander Zwierzyński (ZLN)

## Posłowie, których mandat wygasł w trakcie kadencji (52 posłów)
| Przynależność                             | Poseł                               | Data wygaśnięcia mandatu  | Przyczyna                                      | Następca                                    |
| ----------------------------------------- | ----------------------------------- | ------------------------- | ---------------------------------------------- | ------------------------------------------- |
| Chrześcijański Związek Jedności Narodowej | Józef Haller (KChN)                 | 23 października 1923(dts) | zrzeczenie się mandatu                         | Kazimierz Kujawski (KChN)                   |
| Chrześcijański Związek Jedności Narodowej | Władysław Rabski (ZLN)              | 31 lipca 1925(dts)        | śmierć                                         | Symforian Drewnowski (ZLN)                  |
| Związek Proletariatu Miast i Wsi          | Stefan Królikowski                  | 25 listopada 1925(dts)    | zrzeczenie się mandatu                         | Adolf Warski                                |
| Chrześcijański Związek Jedności Narodowej | Kazimierz Lutosławski (ZLN)         | 5 stycznia 1924(dts)      | śmierć                                         | Józef Jankowski (ZLN)                       |
| Klub Białoruski                           | Szymon Jakowiuk                     | 15 maja 1925(dts)         |                                                | Mikołaj Jakimowicz                          |
| Klub Białoruski                           | Włodzimierz Kalinowski              | 28 czerwca 1923(dts)      | brak obywatelstwa polskiego                    | Paweł Wołoszyn                              |
| Klub Białoruski                           | Sergiusz Baran                      | 28 stycznia 1927(dts)     | wygaszenie mandatu z powodu wyroku skazującego |                                             |
| Chrześcijański Związek Jedności Narodowej | Franciszek Korneli Wierzbicki (ZLN) | 9 czerwca 1925(dts)       | zrzeczenie się mandatu                         | Romuald Bielicki (ZLN)                      |
| Chrześcijański Związek Jedności Narodowej | Paweł Romocki (ChNSP)               | 14 czerwca 1926(dts)      | zrzeczenie się mandatu                         | Józef Sobiech (ZLN)                         |
| Polskie Stronnictwo Ludowe „Wyzwolenie”   | Juliusz Poniatowski                 | 19 września 1927(dts)     | zrzeczenie się mandatu                         | Antoni Anusiak                              |
| Chrześcijański Związek Jedności Narodowej | Wojciech Wojciechowski (ZLN)        | 25 kwietnia 1923(dts)     | śmierć                                         | Rafał Sygietowicz (ZLN)                     |
| Chrześcijański Związek Jedności Narodowej | Rafał Sygietowicz (ZLN)             | 12 czerwca 1925(dts)      | śmierć                                         | Józef Markowicz (ZLN)                       |
| Chrześcijański Związek Jedności Narodowej | Wawrzyniec Sielski (ZLN)            | 13 marca 1924(dts)        | zrzeczenie się mandatu                         | Marcin Roch (ChNSP)                         |
| Chrześcijański Związek Jedności Narodowej | Henryk Radziszewski (ZLN)           | 10 kwietnia 1923(dts)     | śmierć                                         | Józef Kawecki (ZLN)                         |
| Chrześcijański Związek Jedności Narodowej | Adam Chełmoński (ZLN)               | 13 listopada 1926(dts)    | zrzeczenie się mandatu                         | Antoni Sobczyński (ZLN)                     |
| Związek Proletariatu Miast i Wsi          | Szczepan Rybacki                    | 1 grudnia 1922(dts)       | zrzeczenie się mandatu                         | Stanisław Łańcucki                          |
| Związek Proletariatu Miast i Wsi          | Stanisław Łańcucki                  | 25 lutego 1926(dts)       | zrzeczenie się mandatu                         | Jerzy Czeszejko-Sochacki                    |
| Chrześcijański Związek Jedności Narodowej | Tadeusz Anastazy Prószyński (ZLN)   | 12 stycznia 1925(dts)     | śmierć                                         | Tadeusz Chwalibóg (ZLN)                     |
| Chrześcijański Związek Jedności Narodowej | Wacław Kryński (ZLN)                | 11 stycznia 1924(dts)     | śmierć                                         | Konrad Kotkowski (ZLN)                      |
| Chrześcijański Związek Jedności Narodowej | Bronisław Mania (KChN)              | 7 grudnia 1925(dts)       | śmierć                                         | Aleksander Kupczyński (ZLN)                 |
| Chrześcijański Związek Jedności Narodowej | Ignacy Echaust (ChNSP)              | 13 listopada 1923(dts)    | zrzeczenie się mandatu                         | Jan Sieciński (ChNSP)                       |
| Chrześcijański Związek Jedności Narodowej | Kazimierz Brownsford (ZLN)          | 11 września 1925(dts)     | śmierć                                         | Józef Przybyszewski (ZLN)                   |
| Narodowa Partia Robotnicza                | Zygmunt Rabski                      | 9 października 1923(dts)  | zrzeczenie się mandatu                         | Józef Kowalski                              |
| Chrześcijański Związek Jedności Narodowej | Zofia Sokolnicka (ZLN)              | 27 lutego 1927(dts)       | śmierć                                         | Stanisław Janczewski (ChNSP)                |
| Chrześcijański Związek Jedności Narodowej | Alfred Chłapowski (KChN)            | 2 kwietnia 1924(dts)      | zrzeczenie się mandatu                         | Józef Braniewicz (KChN)                     |
| Narodowa Partia Robotnicza                | Stanisław Wachowiak                 | 3 czerwca 1924(dts)       | zrzeczenie się mandatu                         | Leon Leśniewski                             |
| Chrześcijański Związek Jedności Narodowej | Bolesław Ignacy Sikorski (ChNSP)    | 1 lipca 1924(dts)         | zrzeczenie się mandatu                         | Wojciech Sosiński (ChNSP)                   |
| Narodowa Partia Robotnicza                | Jan Wieczorek                       | 12 lutego 1924(dts)       | zrzeczenie się mandatu                         | Jan Mildner                                 |
| Chrześcijański Związek Jedności Narodowej | Kazimierz Rafał Chłapowski (KChN)   | 26 sierpnia 1923(dts)     | śmierć                                         | Wiktor Ostrowski (ZLN)                      |
| Polskie Stronnictwo Ludowe „Piast”        | Marcin Przewrocki                   | 25 stycznia 1924(dts)     | śmierć                                         | Jan Bajsarowicz                             |
| Polskie Stronnictwo Ludowe „Piast”        | Stanisław Hulak                     | 26 sierpnia 1925(dts)     | śmierć                                         | Stefan Puka                                 |
| Polska Partia Socjalistyczna              | Jędrzej Moraczewski                 | 25 stycznia 1927(dts)     | zrzeczenie się mandatu                         | Józef Oktawiec                              |
| Polskie Stronnictwo Ludowe „Piast”        | Karol Wojewoda                      | 25 czerwca 1923(dts)      | unieważnienie mandatu przez Sąd Najwyższy      | Stanisław Jasiński                          |
| Polskie Stronnictwo Ludowe „Piast”        | Stanisław Jasiński                  | 23 października 1923(dts) | unieważnienie mandatu przez Sąd Najwyższy      | Michał Zwoliński                            |
| Polskie Stronnictwo Ludowe „Piast”        | Michał Zwoliński                    | 25 listopada 1924(dts)    | śmierć                                         | Piotr Furmaniuk                             |
| Klub Ukraiński                            | Mykoła Pyrohiw                      | 1 maja 1923(dts)          | brak obywatelstwa polskiego                    | Wasyl Mochniuk                              |
| Klub Ukraiński                            | Marko Łuckewycz                     | 27 listopada 1923(dts)    | nieobecność na posiedzeniach Sejmu             | Michnel Feinstein (Klub Frakcji Żydowskiej) |
| Klub Frakcji Żydowskiej                   | Michnel Feinstein                   | 13 lipca 1925(dts)        | nieobecność na posiedzeniach Sejmu             | Nestor Chomiak (Klub Ukraiński)             |
| Klub Ukraiński                            | Wasyl Komarewycz                    | 23 lipca 1923(dts)        | brak obywatelstwa polskiego                    | Serhij Nazaruk                              |
| Klub Białoruski                           | Michał Kochanowicz                  | 29 maja 1925(dts)         | zrzeczenie się mandatu                         | Jerzy Sobolewski                            |
| Chrześcijański Związek Jedności Narodowej | Zygmunt Seyda (ZLN)                 | 28 stycznia 1925(dts)     | śmierć                                         | Stanisław Jasiukowicz (ZLN)                 |
| Chrześcijański Związek Jedności Narodowej | Julian Sykała (ZLN)                 | 9 kwietnia 1925(dts)      | śmierć                                         | Stanisław Koncewski (ZLN)                   |
| Chrześcijański Związek Jedności Narodowej | Stanisław Kozicki (ZLN)             | 9 lutego 1926(dts)        | zrzeczenie się mandatu                         | Stefan Bryła (ChNSP)                        |
| Chrześcijański Związek Jedności Narodowej | Tadeusz Fudakowski (ZLN)            | 13 października 1924(dts) | śmierć                                         | Bolesław Bator (ZLN)                        |
| Chrześcijański Związek Jedności Narodowej | Wilhelm Fojcik (ChNSP)              | 20 maja 1924(dts)         | zrzeczenie się mandatu                         | Bolesław Zajączkowski (ZLN)                 |
| Chrześcijański Związek Jedności Narodowej | Stefan Paczkowski (ChNSP)           | 12 lipca 1927(dts)        | zrzeczenie się mandatu                         | Adam Żółtowski (KChN)                       |
| Polskie Stronnictwo Ludowe „Piast”        | August Lizak                        | 28 października 1925(dts) | zrzeczenie się mandatu                         | Adam Krężel                                 |
| Polskie Stronnictwo Ludowe „Piast”        | Tomasz Wilkoński                    | 28 października 1924(dts) | zrzeczenie się mandatu                         | Stefan Julian Brzeziński (PSLW)             |
| Narodowa Partia Robotnicza                | Karol Popiel                        | 19 września 1927(dts)     | zrzeczenie się mandatu                         |                                             |
| Klub Frakcji Żydowskiej                   | Jonas Hersz Rubin                   | 31 lipca 1924(dts)        | śmierć                                         | Kopel Schwarz                               |
| Narodowa Partia Robotnicza                | Stanisław Piecha                    | 12 lutego 1924(dts)       | śmierć                                         | Alojzy Kot                                  |
| Polska Partia Socjalistyczna              | Feliks Perl                         | 15 kwietnia 1927(dts)     | śmierć                                         |                                             |

## Lista według przynależności

### Chrześcijański Związek Jedności Narodowej

#### Związek Ludowo-Narodowy
- Michał Arcichowski
- Gabriela Balicka-Iwanowska
- Bolesław Bator
- Tadeusz Belina
- Zygmunt Berezowski
- Romuald Bielicki
- Leopold Bieńkowski
- Kazimierz Brownsford
- Jan Brzostowski
- Karol Boromeusz Chądzyński
- Adam Chełmoński
- Adam Chętnik
- Tadeusz Chwalibóg
- Seweryn Czetwertyński
- Ludwik Dobija
- Stefan Andrzej Dobrzański
- Symforian Drewnowski
- Aleksander Dzierżawski
- Stefan Falkowski
- Tadeusz Fudakowski
- Wiesław Gerlicz
- Stanisław Głąbiński
- Jerzy Gościcki
- Józef Goździk
- Stanisław Grabski
- Jan Harusewicz
- Maria Holder-Eggerowa
- Konrad Ilski
- Ludwik Jachymiak
- Józef Jankowski
- Stanisław Jasiukowicz
- Franciszek Kaczmarek
- Zygmunt Kadłubowski
- Jan Kalenkiewicz
- Józef Kawecki
- Stanisław Koncewski
- Władysław Konopczyński
- Jan Kornecki
- Konrad Kotkowski
- Konstanty Kowalewski
- Stanisław Kozicki
- Medard Kozłowski
- Wacław Kryński
- Leonard Krzywiński
- Władysław Kucharski
- Władysław Lippoman
- Henryk Mieczysław Lipski
- Kazimierz Lutosławski
- Wanda Władysława Ładzina
- Bolesław Łażewski
- Stefan Łobacz
- Stanisław Majewski
- Józef Manaczyński
- Mateusz Manterys
- Józef Markowicz
- Jan Marweg
- Antoni Eustachy Marylski-Łuszczewski
- Józef Matłosz
- Władysław Matus
- Adam Mieczkowski
- Karol Mierzejewski
- Marceli Nowakowski
- Wiktor Ostrowski
- Józef Petrycki
- Leon Pluciński
- Henryk Popowski
- Marceli Prószyński
- Tadeusz Anastazy Prószyński
- Józef Przybyszewski
- Irena Puzynianka
- Władysław Rabski
- Feliks Raczkowski
- Henryk Radziszewski
- Franciszek Rąb
- Ignacy Rowicki
- Jan Piotr Rudnicki
- Stanisław Rymar
- Karol Rzepecki
- Stefan Sacha
- Antoni Sadzewicz
- Szczepan Sawicki
- Marian Seyda
- Zygmunt Seyda
- Wawrzyniec Sielski
- Antoni Sobczyński
- Józef Sobiech
- Franciszek Sobolak
- Zofia Sokolnicka
- Stefan Sołtyk
- Franciszek Sołtysiak
- Witold Teofil Staniszkis
- Stefan Struss
- Tadeusz Styczyński
- Rafał Sygietowicz
- Julian Sykała
- Ignacy Szebeko
- Jan Piotr Szturmowski
- Julian Szymborski
- Tadeusz Świecki
- Tadeusz Tabaczyński
- Józef Tomczak
- Edmund Trepka
- Stanisław Wartalski
- Karol Wierczak
- Andrzej Wierzbicki
- Franciszek Korneli Wierzbicki
- Wojciech Wojciechowski
- Tadeusz Zagajewski
- Bolesław Emil Zajączkowski
- Jan Załuska
- Jan Zamorski
- Jerzy Zdziechowski
- Aleksander Zwierzyński
- Aleksander Żebrowski

#### Chrześcijańsko-Narodowe Stronnictwo Pracy
- Edmund Bigoński
- Wacław Bitner
- Tadeusz Błażejewicz
- Kazimierz Bobowski
- Stefan Bryła
- Józef Chaciński
- Walenty Cieślik
- Artemiusz Ludomił Czerniewski
- Filip Dachowski
- Stefan Dolanowicz
- Tadeusz Mścisław Dymowski
- Ignacy Echaust
- Wilhelm Fojcik
- Jan Frąckowiak
- Franciszek Gąsiorowski
- Ludwik Gdyk
- Antoni Harasz
- Karol Holeksa
- Nikodem Hryckiewicz
- Stanisław Janczewski
- Zygmunt Kaczyński
- Władysław Kapałczyński
- Bronisław Knothe
- Wojciech Korfanty
- Piotr Kubis
- Michał Kwiatkowski
- Julian Łabęda
- Stanisław Marciniak
- Tadeusz Mendrys
- Henryk Mianowski
- Stanisław Ignacy Nawrocki
- Albin Nowicki
- Ignacy Olszański
- Stefan Paczkowski
- Stefan Piechocki
- Adam Piotrowski
- Jan Puchałka
- Marcin Roch
- Kazimierz Rokossowski
- Paweł Romocki
- Jan Sieciński
- Bolesław Ignacy Sikorski
- Tomasz Skowronek
- Wojciech Sosiński
- Halina Stęślicka
- Franciszek Urbański
- Michał Feliks Wichliński
- Stanisław Wojtacha
- Aleksander Wóycicki

#### Klub Chrześcijańsko-Narodowy
- Józef Braniewicz
- Stefan Bratkowski
- Alfred Chłapowski
- Kazimierz Rafał Chłapowski
- Jan Czuj
- Stefan Tytus Dąbrowski
- Edward Dubanowicz
- Ludwik Dunin
- Bronisław Greiss
- Józef Haller
- Marian Jaroszyński
- Ignacy Jasiński
- Aleksander Kubik
- Kazimierz Kujawski
- Aleksander Kupczyński
- Józef Londzin
- Konrad Łuszczewski
- Bronisław Mania
- Franciszek Maślanka
- Antoni August Matakiewicz
- Czesław Mączyński
- Jerzy Michalski
- Adam Mrozowski
- Stanisław Ossowski
- Wojciech Ozimina
- Stanisław Stroński
- Franciszek Wałaszek
- Franciszek Wojtkowiak
- Adam Wyrębowski
- Adam Żółtowski
- Leon Żółtowski

### Polskie Stronnictwo Ludowe „Piast”
- Antoni Anusz
- Jan Bajsarowicz
- Józef Bednarczyk
- Józef Berek
- Jan Bielak
- Paweł Bobek
- Aleksander Bogusławski
- Jan Brodacki
- Jan Bryl
- Antoni Bujak
- Władysław Byrka
- Piotr Chwaliński
- Jan Cieluch
- Marian Cieplak
- Marian Dąbrowski
- Jan Dąbski
- Jan Dębski
- Gabriel Dubiel
- Adolf Dubrownik
- Alfons Erdman
- Władysław Fijałkowski
- Piotr Furmaniuk
- Jan Gawlikowski
- Bruno Stanisław Gruszka
- Stanisław Hulak
- Michał Janeczek
- Stanisław Jasiński
- Jan Henryk Jedynak
- Władysław Kiernik
- Władysław Kosydarski
- Józef Kowalczuk
- Adam Krężel
- August Lizak
- Michał Łaskuda
- Kazimierz Łaszkiewicz
- Jan Madejczyk
- Józef Makulski
- Bronisław Malik
- Bogusław Miedziński
- Jan Nawrocki
- Aleksander Serwacy Niedbalski
- Stanisław Osiecki
- Władysław Ostrowski
- Antoni Pasicki
- Jakub Pawłowski
- Jan Pieniążek
- Andrzej Pluta
- Karol Polakiewicz
- Stefan Posacki
- Narcyz Potoczek
- Jan Poznański
- Marcin Przewrocki
- Stefan Puka
- Maciej Rataj
- Józef Roman
- Zygmunt Rusinek
- Adolf Saraniecki
- Wojciech Sikora
- Jan Sobek
- Marcin Socha
- Eugeniusz Spittal
- Antoni Szmigiel
- Marian Szydłowski
- Tadeusz Targowski
- Walenty Toczek
- Bronisław Wędziagolski
- Kazimierz Widota
- Tomasz Wilkoński
- Stanisław Wiszniewski
- Andrzej Witos
- Wincenty Witos
- Karol Wojewoda
- Władysław Wojtowicz
- Henryk Wyrzykowski
- Ignacy Ziętek
- Michał Zwoliński

### Polskie Stronnictwo Ludowe „Wyzwolenie”
- Jan Adamowicz
- Antoni Anusiak
- Kazimierz Bagiński
- Stanisław Ballin
- Wincenty Baranowski
- Jerzy Barański
- Kazimierz Bartel
- Adolf Bon
- Stefan Julian Brzeziński
- Ludwik Chomiński
- Franciszek Chyb
- Aleksy Ćwiakowski
- Jan Duro
- Alfred Fiderkiewicz
- Antoni Hałko
- Stanisław Hellman
- Feliks Hołowacz
- Tytus Jemielewski
- Franciszek Kapeliński
- Antoni Kordowski
- Irena Kosmowska
- Marian Zyndram-Kościałkowski
- Antoni Langer
- Jan Ledwoch
- Wacław Łypacewicz
- Maksymilian Malinowski
- Sylwester Mazecki
- Tadeusz Niedzielski
- Tomasz Nocznicki
- Stanisław Nowak
- Zygmunt Nowicki
- Włodzimierz Piotrowski
- Juliusz Poniatowski
- Józef Putek
- Eustachy Rudziński
- Józef Sanojca
- Tadeusz Seib
- Jan Smoła
- Błażej Stolarski
- Jan Szafranek
- Włodzimierz Szakun
- Antoni Szapiel
- Eugeniusz Śmiarowski
- Jan Tabor
- Stefan Tatarczak
- Stanisław August Thugutt
- Andrzej Waleron
- Sylwester Wojewódzki
- Stanisław Wrona-Merski
- Jan Zalewski

### Polska Partia Socjalistyczna
- Józef Adamek
- Tomasz Arciszewski
- Wieńczysław Badzian
- Norbert Barlicki
- Józef Biniszkiewicz
- Emil Bobrowski
- Piotr Edmund Chałupka (Jan Kwapiński)
- Jan Cupiał
- Kazimierz Czapiński
- Ignacy Daszyński
- Herman Diamand
- Kazimierz Dobrowolski
- Józef Dzięgielewski
- Zygmunt Gardecki
- Artur Hausner
- Rajmund Jaworowski
- Adam Kuryłowicz
- Herman Lieberman
- Jan Marian Malinowski
- Zygmunt Marek
- Jędrzej Moraczewski
- Mieczysław Niedziałkowski
- Józef Niski
- Józef Oktawiec
- Antoni Pączek
- Feliks Perl
- Zygmunt Kazimierz Piotrowski
- Stanisław Pławski
- Adam Pragier
- Zofia Praussowa
- Franciszek Pudlarz
- Kazimierz Pużak
- Tadeusz Reger
- Julian Smulikowski
- Jan Stańczyk
- Antoni Szczerkowski
- Ludwik Śledziński
- Władysław Uziembło
- Stanisław Wolicki
- Zygmunt Zaremba
- Bronisław Ziemięcki
- Zygmunt Żuławski

### Klub Frakcji Żydowskiej
- Samuel Brot
- Karol Eisenstein
- Joszua Farbstein
- Szymon Federbusch
- Szymon Feldman
- Mojżesz Frostig
- Izaak Grünbaum
- Apolinary Hartglas
- Bernard Hausner
- Hersz Luzer Heller
- Moszek Helman
- Abraham Insler
- Eliahu Kirszbraun
- Aaron Lewin
- Abraham Lewinsohn
- Izrael Lubliński-Stuczyński
- Róża Melcerowa
- Lejb Mincberg
- Leon Reich
- Henryk Reizes
- Jerzy Rosenblatt
- Henryk Rosmarin
- Jonas Hersz Rubin
- Ignacy Schiper
- Dawid Schreiber
- Kopel Schwarz
- Lejzor Sirkis
- Adolf Henryk Silberschein
- Emil Sommerstein
- Fajwel Stempel
- Majer Szapira
- Ozjasz Thon
- Salomon Weinzieher
- Wacław Wiślicki
- Jakub Wygodzki

### Klub Ukraiński
- Włodzimierz Kalinowski
- Andrij Bratuń
- Nestor Chomiak
- Serhij Chrucki
- Maksym Czuczmaj
- Wasyl Dmytriuk
- Wasyl Komarewycz
- Serhij Kozycki
- Borys Kozubski
- Semen Lubarski
- Marko Łuckewycz
- Stepan Makiwka
- Wasyl Mochniuk
- Serhij Nazaruk
- Andrij Paszczuk
- Iłarion Pawluk
- Samijło Pidhirski
- Tomasz Prystupa
- Mykoła Pyrohiw
- Osyp Skrypa
- Jurij Tymoszczuk
- Antin Wasyńczuk
- Pawło Wasyńczuk
- Jakiw Wojtiuk
- Iwan Dutczak
- Mikołaj Ilków
- Iwan Krawczyszyn
- Symon Melnyk
- Emil Załućkyj

### Narodowa Partia Robotnicza
- Jan Brzeziński
- Adam Chądzyński
- Antoni Ciszak
- Jan Faustyniak
- Władysław Herz
- Alojzy Kot
- Józef Kowalski
- Leon Leśniewski
- Wawrzyniec Lisiecki
- Walenty Michalak
- Marcin Milczyński
- Jan Mildner
- Mikołaj Nader
- Wojciech Pawlak
- Stanisław Piecha
- Karol Popiel
- Zygmunt Rabski
- Ignacy Reder
- Franciszek Roguszczak
- Stanisław Wachowiak
- Ludwik Waszkiewicz
- Jan Wieczorek

### Zjednoczenie Posłów Niemieckich
- Karl Daczko
- Eugen Franz
- Kurt Graebe
- Jakub Karau
- Joseph Klinke
- Otto Krayczyrski
- Artur Krönig
- Berthold Friedrich Moritz
- Eugen Naumann
- Artur Pankratz
- Robert Gustav Piesch
- Franz Johannes Rosumek
- Otto Somschor
- Josef Spickermann
- August Utta
- Karol Włodasch
- Emil Zerbe

### Klub Białoruski
- Sergiusz Baran
- Szymon Jakowiuk
- Mikołaj Jakimowicz
- Fabijan Jaremicz
- Michał Kochanowicz
- Piotr Miatła
- Antoni Owsianik
- Szymon Rak-Michajłowski
- Bazyli Rogula
- Jerzy Sobolewski
- Adam Stankiewicz
- Bronisław Taraszkiewicz
- Paweł Wołoszyn

### Chłopskie Stronnictwo Radykalne
- Jan Dziduch
- Jan Kudelski
- Eugeniusz Okoń
- Kazimierz Średniawa

### Związek Proletariatu Miast i Wsi
- Jerzy Czeszejko-Sochacki
- Stefan Królikowski
- Stanisław Łańcucki
- Szczepan Rybacki
- Adolf Warski

### Polskie Stronnictwo Ludowe – Lewica
- Franciszek Krempa
- Hipolit Śliwiński
- Izydor Wiewiórski

### Żydowski Demokratyczny Blok Ludowy
- Noach Pryłucki

### Rosyjskie Zjednoczenie Narodowe
- Mikołaj Serebrennikow

## Lista według okręgów wyborczych
| Województwo warszawskie              | | | | |                                                             |
| Nr                                   | Posłowie wybrani z list poszczególnych komitetów wyborczych | Posłowie wybrani z list poszczególnych komitetów wyborczych                                                                       | Posłowie wybrani z list poszczególnych komitetów wyborczych                                         | Posłowie wybrani z list poszczególnych komitetów wyborczych                                                | Posłowie wybrani z list poszczególnych komitetów wyborczych |
| 1                                    | Chrześcijański Związek Jedności Narodowej - Irena Puzynianka (ZLN) - Konrad Ilski (ZLN) - Symforian Drewnowski (ZLN) - Ludwik Gdyk (ChNSP) - Tadeusz Błażejewicz (ChNSP) - Kazimierz Kujawski (KChN) - Stanisław Stroński (KChN) | Polska Partia Socjalistyczna - Norbert Barlicki - Rajmund Jaworowski - Zofia Praussowa                                            | Związek Proletariatu Miast i Wsi - Adolf Warski                                                     | Klub Frakcji Żydowskiej - Maksymilian Hartglas - Majer Szapira                                             | Żydowski Demokratyczny Blok Ludowy - Noach Pryłucki         |
| 2                                    | Chrześcijański Związek Jedności Narodowej - Antoni Eustachy Marylski-Łuszczewski (ZLN) - Ignacy Rowicki (ZLN) - Julian Łabęda (ChNSP) - Adam Wyrębowski (KChN)                                                                   | Polska Partia Socjalistyczna - Adam Pragier                                                                                       | | |                                                             |
| 3                                    | Chrześcijański Związek Jedności Narodowej - Antoni Sadzewicz (ZLN) - Julian Szymborski (ZLN) - Maria Holder-Eggerowa (ZLN) - Stefan Struss (ZLN)                                                                                 | | | |                                                             |
| 8                                    | Chrześcijański Związek Jedności Narodowej - Jerzy Zdziechowski (ZLN) - Aleksander Żebrowski (ZLN) - Leopold Bieńkowski (ZLN) - Michał Feliks Wichliński (ChNSP)                                                                  | Polskie Stronnictwo Ludowe „Wyzwolenie” - Jerzy Barański                                                                          | | |                                                             |
| 9                                    | Chrześcijański Związek Jedności Narodowej - Karol Mierzejewski (ZLN) - Tadeusz Świecki (ZLN) - Szczepan Sawicki (ZLN) | Polskie Stronnictwo Ludowe „Wyzwolenie” - Antoni Anusiak                                                                          | Polska Partia Socjalistyczna - Mieczysław Niedziałkowski                                            | |                                                             |
| 10                                   | Chrześcijański Związek Jedności Narodowej - Stefan Sacha (ZLN) - Artemiusz Ludomił Czerniewski (ChNSP) | Polskie Stronnictwo Ludowe „Wyzwolenie” - Wacław Łypacewicz                                                                       | Polska Partia Socjalistyczna - Zygmunt Kazimierz Piotrowski                                         | Zjednoczenie Posłów Niemieckich - Jakub Karau                                                              |                                                             |
| 11                                   | Chrześcijański Związek Jedności Narodowej - Witold Teofil Staniszkis (ZLN) - Józef Goździk (ZLN) - Franciszek Urbański (ChNSP)                                                                                                   | Polskie Stronnictwo Ludowe „Piast” - Jan Dąbski                                                                                   | Polska Partia Socjalistyczna - Ludwik Śledziński                                                    | |                                                             |
| 12                                   | Chrześcijański Związek Jedności Narodowej - Marceli Nowakowski (ZLN) - Józef Markowicz (ZLN) - Wacław Bitner (ChNSP) | Polskie Stronnictwo Ludowe „Piast” - Marian Cieplak                                                                               | Polskie Stronnictwo Ludowe „Wyzwolenie” - Stanisław August Thugutt                                  | Polska Partia Socjalistyczna - Kazimierz Dobrowolski                                                       |                                                             |
| Województwo białostockie             | | | | |                                                             |
| Nr                                   | Posłowie wybrani z list poszczególnych komitetów wyborczych | Posłowie wybrani z list poszczególnych komitetów wyborczych                                                                       | Posłowie wybrani z list poszczególnych komitetów wyborczych                                         | Posłowie wybrani z list poszczególnych komitetów wyborczych                                                | Posłowie wybrani z list poszczególnych komitetów wyborczych |
| 4                                    | Chrześcijański Związek Jedności Narodowej - Józef Jankowski (ZLN) - Jan Harusewicz (ZLN) - Michał Arcichowski (ZLN) | Klub Białoruski - Mikołaj Jakimowicz                                                                                              | | |                                                             |
| 5                                    | Chrześcijański Związek Jedności Narodowej - Tadeusz Mścisław Dymowski (ChNSP) - Nikodem Hryckiewicz (ChNSP) - Stanisław Ignacy Nawrocki (ChNSP)                                                                                  | Polskie Stronnictwo Ludowe „Piast” - Karol Polakiewicz                                                                            | Klub Frakcji Żydowskiej - Szymon Feldman                                                            | Klub Białoruski - Paweł Wołoszyn                                                                           |                                                             |
| 6                                    | Chrześcijański Związek Jedności Narodowej - Zygmunt Kadłubowski (ZLN) - Zygmunt Kaczyński (ChNSP) | Polskie Stronnictwo Ludowe „Piast” - Kazimierz Łaszkiewicz                                                                        | Klub Białoruski - Sergiusz Baran                                                                    | |                                                             |
| 7                                    | Chrześcijański Związek Jedności Narodowej - Adam Mieczkowski (ZLN) - Adam Chętnik (ZLN) - Romuald Bielicki (ZLN) - Józef Sobiech (ZLN)                                                                                           | | | |                                                             |
| Województwo łódzkie                  | | | | |                                                             |
| Nr                                   | Posłowie wybrani z list poszczególnych komitetów wyborczych | Posłowie wybrani z list poszczególnych komitetów wyborczych                                                                       | Posłowie wybrani z list poszczególnych komitetów wyborczych                                         | Posłowie wybrani z list poszczególnych komitetów wyborczych                                                | Posłowie wybrani z list poszczególnych komitetów wyborczych |
| 13                                   | Chrześcijański Związek Jedności Narodowej - Wanda Władysława Ładzina (ZLN) - Karol Boromeusz Chądzyński (ZLN) - Antoni Harasz (ChNSP)                                                                                            | Narodowa Partia Robotnicza - Ludwik Waszkiewicz - Walenty Michalak                                                                | Zjednoczenie Posłów Niemieckich - Artur Krönig                                                      | Klub Frakcji Żydowskiej - Jerzy Rosenblatt                                                                 |                                                             |
| 14                                   | Chrześcijański Związek Jedności Narodowej - Henryk Mieczysław Lipski (ZLN) - Franciszek Rąb (ZLN) - Kazimierz Rokossowski (ChNSP)                                                                                                | Polskie Stronnictwo Ludowe „Piast” - Henryk Wyrzykowski                                                                           | Polskie Stronnictwo Ludowe „Wyzwolenie” - Zygmunt Nowicki                                           | Zjednoczenie Posłów Niemieckich - August Utta                                                              |                                                             |
| 15                                   | Chrześcijański Związek Jedności Narodowej - Aleksander Dzierżawski (ZLN) - Stanisław Majewski (ZLN) - Marcin Roch (ChNSP) | Polskie Stronnictwo Ludowe „Wyzwolenie” - Antoni Langer                                                                           | Polska Partia Socjalistyczna - Franciszek Pudlarz                                                   | Zjednoczenie Posłów Niemieckich - Josef Spickermann                                                        |                                                             |
| 16                                   | Chrześcijański Związek Jedności Narodowej - Józef Kawecki (ZLN) - Bolesław Łażewski (ZLN) | Polskie Stronnictwo Ludowe „Piast” - Piotr Chwaliński                                                                             | Polskie Stronnictwo Ludowe „Wyzwolenie” - Wincenty Baranowski - Alfred Fiderkiewicz                 | Polska Partia Socjalistyczna - Zygmunt Gardecki                                                            | Klub Frakcji Żydowskiej - Lejzor Sirkis                     |
| 18                                   | Chrześcijański Związek Jedności Narodowej - Henryk Popowski (ZLN) - Józef Tomczak (ZLN) - Zygmunt Berezowski (ZLN) | Polskie Stronnictwo Ludowe „Piast” - Władysław Fijałkowski                                                                        | Klub Frakcji Żydowskiej - Moszek Helman                                                             | |                                                             |
| Województwo kieleckie                | | | | |                                                             |
| Nr                                   | Posłowie wybrani z list poszczególnych komitetów wyborczych | Posłowie wybrani z list poszczególnych komitetów wyborczych                                                                       | Posłowie wybrani z list poszczególnych komitetów wyborczych                                         | Posłowie wybrani z list poszczególnych komitetów wyborczych                                                | Posłowie wybrani z list poszczególnych komitetów wyborczych |
| 17                                   | Chrześcijański Związek Jedności Narodowej - Tadeusz Belina (ZLN) - Stanisław Wartalski (ZLN) - Jan Puchałka (ChNSP) | Polskie Stronnictwo Ludowe „Wyzwolenie” - Eustachy Rudziński - Aleksy Ćwiakowski                                                  | Polska Partia Socjalistyczna - Kazimierz Pużak                                                      | |                                                             |
| 19                                   | Chrześcijański Związek Jedności Narodowej - Stefan Sołtyk (ZLN) - Władysław Lippoman (ZLN) - Tadeusz Mendrys (ChNSP) | Polskie Stronnictwo Ludowe „Piast” - Ignacy Ziętek - Józef Makulski                                                               | Polskie Stronnictwo Ludowe „Wyzwolenie” - Stanisław Nowak                                           | Polska Partia Socjalistyczna - Tomasz Arciszewski                                                          |                                                             |
| 20                                   | Chrześcijański Związek Jedności Narodowej - Stefan Andrzej Dobrzański (ZLN) - Antoni Sobczyński (ZLN) | Polskie Stronnictwo Ludowe „Wyzwolenie” - Andrzej Waleron - Jan Ledwoch - Franciszek Chyb                                         | | |                                                             |
| 21                                   | Chrześcijański Związek Jedności Narodowej - Stefan Falkowski (ZLN) - Bronisław Knothe (ChNSP) | Polska Partia Socjalistyczna - Jan Stańczyk - Jan Cupiał                                                                          | Związek Proletariatu Miast i Wsi - Jerzy Czeszejko-Sochacki                                         | Klub Frakcji Żydowskiej - Salomon Weinzieher                                                               |                                                             |
| 22                                   | Chrześcijański Związek Jedności Narodowej - Mateusz Manterys (ZLN) | Polskie Stronnictwo Ludowe „Piast” - Alfons Erdman - Antoni Bujak                                                                 | Polskie Stronnictwo Ludowe „Wyzwolenie” - Jan Smoła - Jan Szafranek                                 | |                                                             |
| 23                                   | Chrześcijański Związek Jedności Narodowej - Adam Mrozowski (KChN) | Polskie Stronnictwo Ludowe „Piast” - Michał Janeczek                                                                              | Polskie Stronnictwo Ludowe „Wyzwolenie” - Jan Duro - Eugeniusz Śmiarowski - Franciszek Kapeliński   | Polska Partia Socjalistyczna - Antoni Pączek                                                               |                                                             |
| Województwo lubelskie                | | | | |                                                             |
| Nr                                   | Posłowie wybrani z list poszczególnych komitetów wyborczych | Posłowie wybrani z list poszczególnych komitetów wyborczych                                                                       | Posłowie wybrani z list poszczególnych komitetów wyborczych                                         | Posłowie wybrani z list poszczególnych komitetów wyborczych                                                | Posłowie wybrani z list poszczególnych komitetów wyborczych |
| 24                                   | Chrześcijański Związek Jedności Narodowej - Tadeusz Chwalibóg (ZLN) - Konrad Kotkowski (ZLN) | Polskie Stronnictwo Ludowe „Piast” - Stanisław Osiecki                                                                            | Polskie Stronnictwo Ludowe „Wyzwolenie” - Tytus Jemielewski - Jan Zalewski                          | Chłopskie Stronnictwo Radykalne - Eugeniusz Okoń                                                           |                                                             |
| 25                                   | Chrześcijański Związek Jedności Narodowej - Seweryn Czetwertyński (ZLN) - Stefan Łobacz (ZLN) | Polskie Stronnictwo Ludowe „Piast” - Józef Kowalczuk                                                                              | Klub Ukraiński - Stepan Makiwka                                                                     | |                                                             |
| 26                                   | Chrześcijański Związek Jedności Narodowej - Aleksander Wóycicki (ChNSP) | Polskie Stronnictwo Ludowe „Piast” - Jan Dębski                                                                                   | Polskie Stronnictwo Ludowe „Wyzwolenie” - Stefan Tatarczak - Irena Kosmowska                        | Polska Partia Socjalistyczna - Jan Marian Malinowski                                                       | Klub Ukraiński - Pawło Wasyńczuk                            |
| 27                                   | Polskie Stronnictwo Ludowe „Wyzwolenie” - Maksymlian Malinowski | Chłopskie Stronnictwo Radykalne - Jan Dziduch - Kazimierz Średniawa                                                               | Klub Ukraiński - Osyp Skrypa                                                                        | Klub Frakcji Żydowskiej - Ignacy Schiper                                                                   |                                                             |
| 28                                   | Polskie Stronnictwo Ludowe „Wyzwolenie” - Stanisław Wrona-Merski - Sylwester Mazecki | Polska Partia Socjalistyczna - Józef Niski                                                                                        | Chłopskie Stronnictwo Radykalne - Jan Kudelski                                                      | Klub Ukraiński - Semen Lubarski                                                                            |                                                             |
| Województwo pomorskie                | | | | |                                                             |
| Nr                                   | Posłowie wybrani z list poszczególnych komitetów wyborczych | Posłowie wybrani z list poszczególnych komitetów wyborczych                                                                       | Posłowie wybrani z list poszczególnych komitetów wyborczych                                         | Posłowie wybrani z list poszczególnych komitetów wyborczych                                                | Posłowie wybrani z list poszczególnych komitetów wyborczych |
| 29                                   | Chrześcijański Związek Jedności Narodowej - Jan Piotr Szturmowski (ZLN) - Aleksander Kupczyński (ZLN) - Kazimierz Bobowski (ChNSP) - Franciszek Wałaszek (KChN)                                                                  | Narodowa Partia Robotnicza - Adam Chądzyński                                                                                      | | |                                                             |
| 30                                   | Chrześcijański Związek Jedności Narodowej - Leonard Krzywiński (ZLN) - Albin Nowicki (ChNSP) | Narodowa Partia Robotnicza - Ignacy Reder                                                                                         | Zjednoczenie Posłów Niemieckich - Karl Daczko                                                       | |                                                             |
| 31                                   | Chrześcijański Związek Jedności Narodowej - Jan Marweg (ZLN) - Franciszek Sołtysiak (ZLN) - Jan Sieciński (ChNSP) - Stanisław Ossowski (KChN)                                                                                    | Narodowa Partia Robotnicza - Wojciech Pawlak                                                                                      | | |                                                             |
| Województwo poznańskie               | | | | |                                                             |
| Nr                                   | Posłowie wybrani z list poszczególnych komitetów wyborczych | Posłowie wybrani z list poszczególnych komitetów wyborczych                                                                       | Posłowie wybrani z list poszczególnych komitetów wyborczych                                         | Posłowie wybrani z list poszczególnych komitetów wyborczych                                                | Posłowie wybrani z list poszczególnych komitetów wyborczych |
| 32                                   | Chrześcijański Związek Jedności Narodowej - Karol Rzepecki (ZLN) - Edmund Bigoński (ChNSP) - Leon Żółtowski (KChN) | Narodowa Partia Robotnicza - Władysław Herz - Jan Faustyniak                                                                      | Zjednoczenie Posłów Niemieckich - Kurt Graebe                                                       | |                                                             |
| 33                                   | Chrześcijański Związek Jedności Narodowej - Józef Przybyszewski (ZLN) - Jan Frąckowiak (ChNSP) - Stefan Bratkowski (KChN) | Narodowa Partia Robotnicza - Józef Kowalski - Wawrzyniec Lisiecki                                                                 | | |                                                             |
| 34                                   | Chrześcijański Związek Jedności Narodowej - Marian Seyda (ZLN) - Stanisław Janczewski (ChNSP) - Adam Piotrowski (ChNSP) - Stefan Piechocki (ChNSP)                                                                               | | | |                                                             |
| 35                                   | Chrześcijański Związek Jedności Narodowej - Tadeusz Styczyński (ZLN) - Stanisław Marciniak (ChNSP) - Józef Braniewicz (KChN) | Narodowa Partia Robotnicza - Marcin Milczyński                                                                                    | | |                                                             |
| 36                                   | Chrześcijański Związek Jedności Narodowej - Franciszek Kaczmarek (ZLN) - Władysław Kapałczyński (ChNSP) - Wojciech Ozimina (KChN)                                                                                                | Narodowa Partia Robotnicza - Leon Leśniewski                                                                                      | Zjednoczenie Posłów Niemieckich - Eugen Naumann                                                     | |                                                             |
| 37                                   | Chrześcijański Związek Jedności Narodowej - Józef Petrycki (ZLN) - Filip Dachowski (ChNSP) - Franciszek Wojtkowiak (KChN) | Polskie Stronnictwo Ludowe „Piast” - Wojciech Sikora                                                                              | Narodowa Partia Robotnicza - Mikołaj Nader - Jan Brzeziński                                         | |                                                             |
| Województwo śląskie                  | | | | |                                                             |
| Nr                                   | Posłowie wybrani z list poszczególnych komitetów wyborczych | Posłowie wybrani z list poszczególnych komitetów wyborczych                                                                       | Posłowie wybrani z list poszczególnych komitetów wyborczych                                         | Posłowie wybrani z list poszczególnych komitetów wyborczych                                                | Posłowie wybrani z list poszczególnych komitetów wyborczych |
| 38                                   | Chrześcijański Związek Jedności Narodowej - Tomasz Skowronek (ChNSP) - Stanisław Wojtacha (ChNSP) - Piotr Kubis (ChNSP) | Zjednoczenie Posłów Niemieckich - Karol Włodasch - Otto Krayczyrski                                                               | | |                                                             |
| 39                                   | Chrześcijański Związek Jedności Narodowej - Wojciech Sosiński (ChNSP) | Polska Partia Socjalistyczna - Józef Biniszkiewicz                                                                                | Narodowa Partia Robotnicza - Alojzy Kot                                                             | Zjednoczenie Posłów Niemieckich - Eugen Franz - Franz Johannes Rosumek                                     |                                                             |
| 40                                   | Chrześcijański Związek Jedności Narodowej - Halina Stęślicka (ChNSP) - Michał Kwiatkowski (ChNSP) - Walenty Cieślik (ChNSP) - Józef Londzin (KChN)                                                                               | Polska Partia Socjalistyczna - Tadeusz Reger                                                                                      | Narodowa Partia Robotnicza - Jan Mildner                                                            | Zjednoczenie Posłów Niemieckich - Robert Gustav Piesch                                                     |                                                             |
| Województwo krakowskie               | | | | |                                                             |
| Nr                                   | Posłowie wybrani z list poszczególnych komitetów wyborczych | Posłowie wybrani z list poszczególnych komitetów wyborczych                                                                       | Posłowie wybrani z list poszczególnych komitetów wyborczych                                         | Posłowie wybrani z list poszczególnych komitetów wyborczych                                                | Posłowie wybrani z list poszczególnych komitetów wyborczych |
| 41                                   | Chrześcijański Związek Jedności Narodowej - Władysław Konopczyński (ZLN) - Henryk Mianowski (ChNSP) | Polska Partia Socjalistyczna - Emil Bobrowski                                                                                     | Klub Frakcji Żydowskiej - Ozjasz Thon                                                               | |                                                             |
| 43                                   | Chrześcijański Związek Jedności Narodowej - Ludwik Dobija (ZLN) - Karol Holeksa (ChNSP) - Franciszek Maślanka (KChN) | Polskie Stronnictwo Ludowe „Piast” - Józef Bednarczyk - Józef Roman                                                               | Polskie Stronnictwo Ludowe „Wyzwolenie” - Józef Putek                                               | Polska Partia Socjalistyczna - Kazimierz Czapiński                                                         |                                                             |
| 44                                   | Chrześcijański Związek Jedności Narodowej - Ludwik Jachymiak (ZLN) - Ignacy Jasiński (KChN) | Polskie Stronnictwo Ludowe „Piast” - Władysław Kiernik - Narcyz Potoczek - Michał Łaskuda                                         | Polska Partia Socjalistyczna - Zygmunt Marek                                                        | |                                                             |
| 45                                   | Chrześcijański Związek Jedności Narodowej - Antoni August Matakiewicz (KChN) - Jan Czuj (KChN) | Polskie Stronnictwo Ludowe „Piast” - Wincenty Witos - Jan Brodacki - Gabriel Dubiel - Józef Berek - Jan Cieluch                   | | |                                                             |
| Województwo krakowskie i kieleckie   | | | | |                                                             |
| Nr                                   | Posłowie wybrani z list poszczególnych komitetów wyborczych | Posłowie wybrani z list poszczególnych komitetów wyborczych                                                                       | Posłowie wybrani z list poszczególnych komitetów wyborczych                                         | Posłowie wybrani z list poszczególnych komitetów wyborczych                                                | Posłowie wybrani z list poszczególnych komitetów wyborczych |
| 42                                   | Chrześcijański Związek Jedności Narodowej - Tadeusz Tabaczyński (ZLN) - Józef Matłosz (ZLN) | Polskie Stronnictwo Ludowe „Piast” - Jan Gawlikowski                                                                              | Polskie Stronnictwo Ludowe „Wyzwolenie” - Jan Tabor - Józef Sanojca                                 | Polska Partia Socjalistyczna - Ignacy Daszyński - Zygmunt Żuławski - Piotr Edmund Chałupka (Jan Kwapiński) |                                                             |
| Województwo krakowskie i lwowskie    | | | | |                                                             |
| Nr                                   | Posłowie wybrani z list poszczególnych komitetów wyborczych | Posłowie wybrani z list poszczególnych komitetów wyborczych                                                                       | Posłowie wybrani z list poszczególnych komitetów wyborczych                                         | Posłowie wybrani z list poszczególnych komitetów wyborczych                                                | Posłowie wybrani z list poszczególnych komitetów wyborczych |
| 46                                   | Chrześcijański Związek Jedności Narodowej - Bronisław Greiss (KChN) | Polskie Stronnictwo Ludowe „Piast” - Jan Madejczyk - Antoni Szmigiel - Jan Henryk Jedynak - Jan Bielak                            | Polskie Stronnictwo Ludowe – Lewica - Franciszek Krempa                                             | |                                                             |
| Województwo lwowskie                 | | | | |                                                             |
| Nr                                   | Posłowie wybrani z list poszczególnych komitetów wyborczych | Posłowie wybrani z list poszczególnych komitetów wyborczych                                                                       | Posłowie wybrani z list poszczególnych komitetów wyborczych                                         | Posłowie wybrani z list poszczególnych komitetów wyborczych                                                | Posłowie wybrani z list poszczególnych komitetów wyborczych |
| 47                                   | Chrześcijański Związek Jedności Narodowej - Wiktor Ostrowski | Polskie Stronnictwo Ludowe „Piast” - Andrzej Pluta - Jan Pieniążek - Jan Sobek - Bruno Stanisław Gruszka - Marcin Socha           | Klub Frakcji Żydowskiej - Fajwel Stempel                                                            | |                                                             |
| 48                                   | Chrześcijański Związek Jedności Narodowej - Stanisław Rymar (ZLN) | Polskie Stronnictwo Ludowe „Piast” - Walenty Toczek - Jakub Pawłowski                                                             | Polska Partia Socjalistyczna - Herman Lieberman                                                     | Polskie Stronnictwo Ludowe – Lewica - Izydor Wiewiórski                                                    | Klub Frakcji Żydowskiej - Mojżesz Frostig                   |
| 49                                   | Chrześcijański Związek Jedności Narodowej - Jan Kornecki (ZLN) | Polskie Stronnictwo Ludowe „Piast” - Maciej Rataj - Kazimierz Widota - Antoni Pasicki                                             | Klub Frakcji Żydowskiej - Aaron Lewin                                                               | Klub Ukraiński - Iwan Krawczyszyn                                                                          |                                                             |
| 50                                   | Chrześcijański Związek Jedności Narodowej - Stanisław Głąbiński (ZLN) - Czesław Mączyński (KChN) | Polska Partia Socjalistyczna - Artur Hausner                                                                                      | Klub Frakcji Żydowskiej - Leon Reich                                                                | |                                                             |
| 51                                   | Chrześcijański Związek Jedności Narodowej - Marceli Prószyński (ZLN) | Polskie Stronnictwo Ludowe „Piast” - Bronisław Malik - Stefan Posacki - Jan Bajsarowicz - Stefan Puka                             | Polska Partia Socjalistyczna - Julian Smulikowski                                                   | Klub Frakcji Żydowskiej - Dawid Schreiber                                                                  |                                                             |
| 52                                   | Chrześcijański Związek Jedności Narodowej - Ludwik Dunin (KChN) | Polskie Stronnictwo Ludowe „Piast” - Tadeusz Targowski                                                                            | Polska Partia Socjalistyczna - Józef Oktawiec                                                       | Klub Frakcji Żydowskiej - Karol Eisenstein - Emil Sommerstein                                              | Klub Ukraiński - Mikołaj Ilków                              |
| Województwo stanisławowskie          | | | | |                                                             |
| Nr                                   | Posłowie wybrani z list poszczególnych komitetów wyborczych | Posłowie wybrani z list poszczególnych komitetów wyborczych                                                                       | Posłowie wybrani z list poszczególnych komitetów wyborczych                                         | Posłowie wybrani z list poszczególnych komitetów wyborczych                                                | Posłowie wybrani z list poszczególnych komitetów wyborczych |
| 53                                   | Chrześcijański Związek Jedności Narodowej - Tadeusz Zagajewski (ZLN) - Marian Jaroszyński (KChN) | Polskie Stronnictwo Ludowe „Piast” - Władysław Ostrowski                                                                          | Klub Frakcji Żydowskiej - Henryk Rosmarin - Abraham Insler - Róża Melcerowa                         | Klub Ukraiński - Iwan Dutczak - Emil Załućkyj - Symon Melnyk                                               |                                                             |
| Województwo tarnopolskie             | | | | |                                                             |
| Nr                                   | Posłowie wybrani z list poszczególnych komitetów wyborczych | Posłowie wybrani z list poszczególnych komitetów wyborczych                                                                       | Posłowie wybrani z list poszczególnych komitetów wyborczych                                         | Posłowie wybrani z list poszczególnych komitetów wyborczych                                                | Posłowie wybrani z list poszczególnych komitetów wyborczych |
| 54                                   | Chrześcijański Związek Jedności Narodowej - Jan Zamorski (ZLN) - Franciszek Sobolak (ZLN) - Władysław Matus (ZLN) | Polskie Stronnictwo Ludowe „Piast” - Piotr Furmaniuk - Władysław Kosydarski - Eugeniusz Spittal - Jan Nawrocki - Adolf Saraniecki | Klub Frakcji Żydowskiej - Bernard Hausner - Hersz Luzer Heller                                      | |                                                             |
| 55                                   | Chrześcijański Związek Jedności Narodowej - Józef Manaczyński (ZLN) - Stefan Dolanowicz (ChNSP) - Konrad Łuszczewski (KChN) | Polskie Stronnictwo Ludowe „Piast” - Jan Poznański - Andrzej Witos - Stanisław Wiszniewski - Władysław Wojtowicz                  | Klub Frakcji Żydowskiej - Adolf Henryk Silberschein - Henryk Reizes                                 | |                                                             |
| Województwo wołyńskie                | | | | |                                                             |
| Nr                                   | Posłowie wybrani z list poszczególnych komitetów wyborczych | Posłowie wybrani z list poszczególnych komitetów wyborczych                                                                       | Posłowie wybrani z list poszczególnych komitetów wyborczych                                         | Posłowie wybrani z list poszczególnych komitetów wyborczych                                                | Posłowie wybrani z list poszczególnych komitetów wyborczych |
| 56                                   | Klub Frakcji Żydowskiej - Samuel Brot - Michnel Feinstein | Klub Ukraiński - Wasyl Mochniuk - Nestor Chomiak - Serhij Nazaruk - Andrij Bratuń                                                 | | |                                                             |
| 57                                   | Klub Frakcji Żydowskiej - Wacław Wiślicki | Klub Ukraiński - Samijło Pidhirski - Jurij Tymoszczuk - Andrij Paszczuk - Tomasz Prystupa                                         | Zjednoczenie Posłów Niemieckich - Otto Somschor                                                     | |                                                             |
| 58                                   | Klub Frakcji Żydowskiej - Abraham Lewinsohn | Klub Ukraiński - Borys Kozubski - Maksym Czuczmaj - Iłarion Pawluk - Serhij Kozycki                                               | | |                                                             |
| Województwo poleskie                 | | | | |                                                             |
| Nr                                   | Posłowie wybrani z list poszczególnych komitetów wyborczych | Posłowie wybrani z list poszczególnych komitetów wyborczych                                                                       | Posłowie wybrani z list poszczególnych komitetów wyborczych                                         | Posłowie wybrani z list poszczególnych komitetów wyborczych                                                | Posłowie wybrani z list poszczególnych komitetów wyborczych |
| 59                                   | Polskie Stronnictwo Ludowe „Wyzwolenie” - Adolf Bon | Polska Partia Socjalistyczna - Władysław Uziembło                                                                                 | Klub Frakcji Żydowskiej - Lejb Mincberg                                                             | Klub Ukraiński - Wasyl Dmytriuk - Serhij Chrucki                                                           |                                                             |
| 60                                   | Polskie Stronnictwo Ludowe „Wyzwolenie” - Antoni Kordowski | Polska Partia Socjalistyczna - Wieńczysław Badzian - Stanisław Wolicki - Józef Dzięgielewski                                      | Klub Białoruski - Fabijan Jaremicz                                                                  | |                                                             |
| Województwo nowogródzkie             | | | | |                                                             |
| Nr                                   | Posłowie wybrani z list poszczególnych komitetów wyborczych | Posłowie wybrani z list poszczególnych komitetów wyborczych                                                                       | Posłowie wybrani z list poszczególnych komitetów wyborczych                                         | Posłowie wybrani z list poszczególnych komitetów wyborczych                                                | Posłowie wybrani z list poszczególnych komitetów wyborczych |
| 61                                   | Polskie Stronnictwo Ludowe „Wyzwolenie” - Stanisław Hellman - Włodzimierz Szakun | Klub Frakcji Żydowskiej - Jakub Wygodzki - Izrael Lubliński-Stuczyński                                                            | Klub Białoruski - Jerzy Sobolewski - Bazyli Rogula                                                  | |                                                             |
| Województwo nowogródzkie i wileńskie | | | | |                                                             |
| Nr                                   | Posłowie wybrani z list poszczególnych komitetów wyborczych | Posłowie wybrani z list poszczególnych komitetów wyborczych                                                                       | Posłowie wybrani z list poszczególnych komitetów wyborczych                                         | Posłowie wybrani z list poszczególnych komitetów wyborczych                                                | Posłowie wybrani z list poszczególnych komitetów wyborczych |
| 62                                   | Chrześcijański Związek Jedności Narodowej - Feliks Raczkowski (ZLN) | Polskie Stronnictwo Ludowe „Piast” - Adolf Dubrownik                                                                              | Polskie Stronnictwo Ludowe „Wyzwolenie” - Sylwester Wojewódzki - Feliks Hołowacz - Stanisław Ballin | Klub Białoruski - Antoni Owsianik - Szymon Rak-Michajłowski                                                |                                                             |
| Województwo wileńskie                | | | | |                                                             |
| Nr                                   | Posłowie wybrani z list poszczególnych komitetów wyborczych | Posłowie wybrani z list poszczególnych komitetów wyborczych                                                                       | Posłowie wybrani z list poszczególnych komitetów wyborczych                                         | Posłowie wybrani z list poszczególnych komitetów wyborczych                                                | Posłowie wybrani z list poszczególnych komitetów wyborczych |
| 63                                   | Chrześcijański Związek Jedności Narodowej - Aleksander Zwierzyński (ZLN) - Ignacy Olszański (ChNSP) | Polskie Stronnictwo Ludowe „Piast” - Bronisław Wędziagolski                                                                       | Polskie Stronnictwo Ludowe „Wyzwolenie” - Marian Zyndram-Kościałkowski                              | Polska Partia Socjalistyczna - Stanisław Pławski                                                           |                                                             |
| 64                                   | Polskie Stronnictwo Ludowe „Wyzwolenie” - Antoni Hałko - Jan Adamowicz - Włodzimierz Piotrowski - Antoni Szapiel | Klub Białoruski - Adam Stankiewicz - Piotr Miatła                                                                                 | | |                                                             |

| Lista państwowa                                             | | | | |                                                                                   |                                                         | |                                                  | |                                           |                                                         |
| Posłowie wybrani z list poszczególnych komitetów wyborczych | | | | |                                                                                   |                                                         | |                                                  | |                                           |                                                         |
|                                                             | Chrześcijański Związek Jedności Narodowej - Stanisław Grabski (ZLN) - Gabriela Balicka-Iwanowska (ZLN) - Władysław Kucharski (ZLN) - Leon Pluciński (ZLN) - Ignacy Szebeko (ZLN) - Konstanty Kowalewski (ZLN) - Andrzej Wierzbicki (ZLN) - Stanisław Jasiukowicz (ZLN) - Wiesław Gerlicz (ZLN) - Jan Załuska (ZLN) - Jerzy Gościcki (ZLN) - Jan Piotr Rudnicki (ZLN) - Stanisław Koncewski (ZLN) - Edmund Trepka (ZLN) - Jan Brzostowski (ZLN) - Karol Wierczak (ZLN) - Bolesław Bator (ZLN) - Jan Kalenkiewicz (ZLN) - Medard Kozłowski (ZLN) - Bolesław Emil Zajączkowski (ZLN) - Stefan Bryła (ChNSP) - Wojciech Korfanty (ChNSP) - Józef Chaciński (ChNSP) - Franciszek Gąsiorowski (ChNSP) - Adam Żółtowski (KChN) - Edward Dubanowicz (KChN) - Jerzy Michalski (KChN) - Stefan Tytus Dąbrowski (KChN) - Aleksander Kubik (KChN) | Polskie Stronnictwo Ludowe „Piast” - Paweł Bobek - Aleksander Bogusławski - Aleksander Serwacy Niedbalski - Bogusław Miedziński - Marian Dąbrowski - Jan Bryl - Władysław Byrka - Antoni Anusz - Marian Szydłowski - Adam Krężel - Tomasz Wilkoński - Zygmunt Rusinek | Polskie Stronnictwo Ludowe „Wyzwolenie” - Błażej Stolarski - Tomasz Nocznicki - Ludwik Chomiński - Kazimierz Bartel - Kazimierz Bagiński - Tadeusz Seib - Tadeusz Niedzielski - Stefan Julian Brzeziński | Polska Partia Socjalistyczna - Feliks Perl - Bronisław Ziemięcki - Herman Diamand - Antoni Szczerkowski - Zygmunt Zaremba - Adam Kuryłowicz - Józef Adamek | Narodowa Partia Robotnicza - Franciszek Roguszczak - Antoni Ciszak - Karol Popiel | Polskie Stronnictwo Ludowe – Lewica - Hipolit Śliwiński | Klub Frakcji Żydowskiej - Izaak Grünbaum - Eliahu Kirszbraun - Joszua Farbstein - Kopel Schwarz - Szymon Federbusch | Klub Ukraiński - Antin Wasyńczuk - Jakiw Wojtiuk | Zjednoczenie Posłów Niemieckich - Joseph Klinke - Emil Zerbe - Berthold Friedrich Moritz - Artur Pankratz | Klub Białoruski - Bronisław Taraszkiewicz | Rosyjskie Zjednoczenie Narodowe - Mikołaj Serebrennikow |